# Helge Iberg

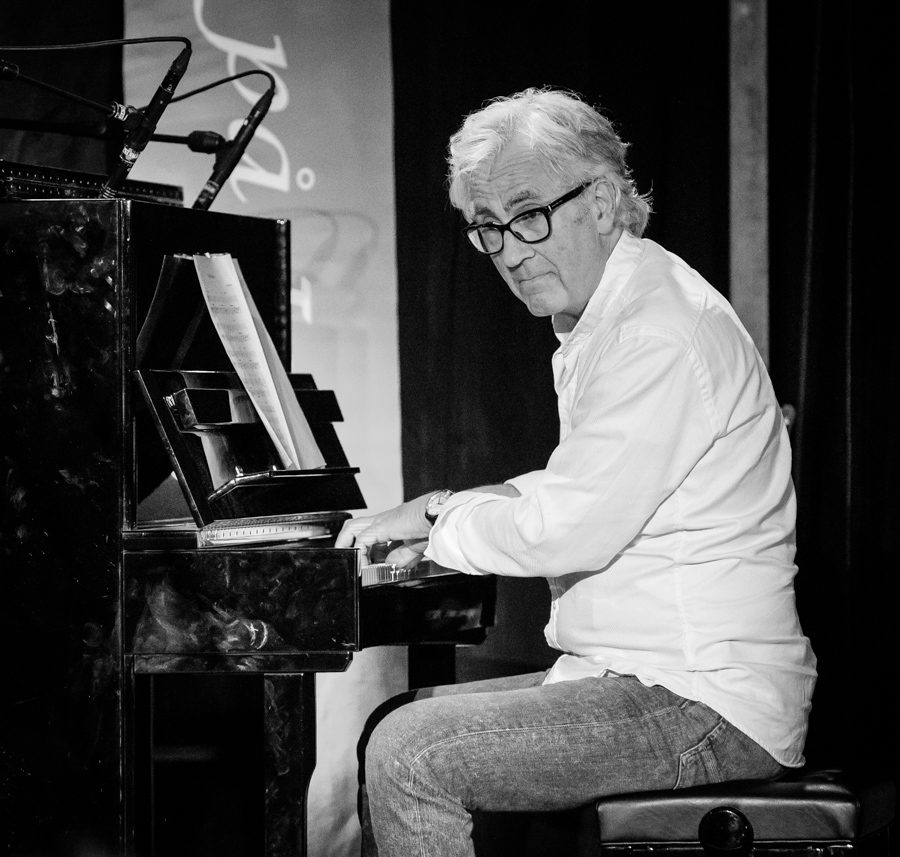
Helge Iberg, 2017

Helge Iberg (* 27. März 1954) ist ein norwegischer Komponist und Jazzpianist.
Iberg studierte an der Universität Oslo Religionswissenschaft und Musik, u. a. Komposition bei Olav Anton Thommessen (* 1946) und Instrumentation bei Ragnar Søderlind (* 1945). Er leitete die Jazzgruppe Fusion, der u. a. Knut Værnes angehörte. Aus gesundheitlichen Gründen musste er später seine Laufbahn als Jazzpianist beenden.
Für die Oper Det Ondes Problem erhielt Iberg 1990 den Prix Italia und wurde 1991 für den Spellemannprisen nominiert. Neben vokalen und sinfonischen Werken komponierte Iberg Schauspielmusiken für verschiedene Theater in Oslo sowie Musiken für Rundfunk- und Fernsehproduktionen. Er arbeitete als Dirigent am Revuetheater Chat Noir sowie als Dirigent und Arrangeur beim NordNorsk Kammerorkest.

## Werke
- Alice Lengter Tilbake, Musical (Text von Tor Aage Bringsværd), 1988–89
- Det Ondes Problem etc., Oper, 1990
- Opptog, Ballett, UA 1992
- Motor, UA 1993
- 8 Sanger etter Dikt av Rolf Jacobsen für Bariton, Streichquartett, Saxophon, Klavier und Perkussion, 1993
- Ballettmusikal, 1993
- Two Scenes from the World of Don Quijote für Cello und Klavier, 1993
- Perpetuus – a Street Parade for Symphony Orchestra, 1994
- Haakon, Oratorium, 1995
- DROMO DANCE for trumpet – strings and marimba, UA 1998
- Konsert for jazzgruppe og kammerensemble, UA 1998
- e(X)nihilo für Sinfonie- oder Blasorchester, UA 2000
- "Er vi ikke alle krigere i vårt eget liv?" – a soldiers tale for symphony orchestra, UA 2005
- Dromo Dance, Violinkonzert, UA 2005
- Bare tynne nåler für Bariton, Klavier und Cello, UA 2006
- Konzert für Violine, obligate Altstimme und Kammerorchester

## Diskographie
- Det Ondes Problem etc.
- Alice lengter tilbake
- Blå lengsel (Duo mit Anne Lise Gjøstøl)
- Attack (mit TerjeTønnesen)
- Never ending west side story
- LUDO (mit Anne Lise Berntsen und Bendik Hofseth)
- HALVVEIS (mit Per Vollestad und Odd Børretzen)